# Gedeon Kovács
Gedeon Kovács (* 27. Mai 1931; † 30. März 2023) war ein ungarisch-deutscher Filmregisseur.

## Wirken
Kovács besuchte die Staatliche Hochschule für Theater- und Filmkunst in Budapest. Ab Mitte der 1960er-Jahre drehte er eine Reihe von Fernsehfilmen, an denen Schauspieler wie Renate Schroeter (Der Fall Maria Schäfer), Bernhard Minetti (Der Fall der Generale), Violetta Ferrari und Harald Juhnke (Adieu Mademoiselle), Hans Söhnker (Kellerassel), Peter Weck und Erika Pluhar (Zwischenspiel) sowie Günther Ungeheuer und Herbert Fleischmann (Ich auf Bestellung) mitwirkten. Er drehte auch die Episode Die Ansichtskarte der Fernsehserie Das Kriminalmuseum, in den Hauptrollen Paul Dahlke, Dieter Kirchlechner und Erik Schumann. 1966 realisierte er ein Fernsehspiel über den Fall Auer/Ranneth. Sein zweiteiliger Film Abschiede basierte auf einer Novelle von Arthur Schnitzler und einer Erzählung von Barbara Frischmuth. Seine letzte Regiearbeit war Kein Platz für Idioten (ZDF 1994), nach dem gleichnamigen Theaterstück von Felix Mitterer, mit Gilbert von Sohlern, Peter Simonischek und Monika Baumgartner. Kovács war als Dozent am Deutschen Institut für Film und Fernsehen (DIFF) in München tätig und hatte Lehraufträge am Mozarteum in Salzburg. Gedeon Kovács lebte in Berchtesgaden.

## Filmografie
- 1965 Der Fall Maria Schäfer
- 1965: Adieu Mademoiselle
- 1965: Das Kriminalmuseum (TV-Serie)
- 1966: Der Fall Auer/Ranneth – Unschuldig hinter Gittern
- 1966: Der Fall der Generale
- 1967: Der Renegat
- 1968: Auf einen Schlag!
- 1968: Ich auf Bestellung (nach Ray Bradbury)
- 1968: Die Bremer Stadtmusikanten
- 1969: In dieser Hölle
- 1969: Bleibe lasse
- 1969: Kellerassel
- 1970: Ende der Vorstellung 24 Uhr
- 1971: Zwischenspiel oder Die neue Ehe (nach Zwischenspiel (Schnitzler))
- 1973: Macbett (nach Eugène Ionesco, William Shakespeare)
- 1976: Regina
- 1979: Das Nest (nach Franz Xaver Kroetz)
- 1986: Abschiede
- 1988: Das Königsstechen (Drehbuch Thomas Strittmatter)
- 1991: Besuchszeit
- 1994: Kein Platz für Idioten